# Vajda Péter (költő)
Vajda Péter (Vanyola (Veszprém vármegye), 1808. január 20. – Szarvas (Békés vármegye), 1846. február 10.) magyar költő, drámaíró, pedagógus, evangélikus gimnáziumi tanár, a Magyar Tudományos Akadémia levelező tagja és a Kisfaludy Társaság rendes tagja. Vajda János költő nagybátyja.

## Életpályája
Vajda Péter és Kovács Judith szegény jobbágyszülők fia volt, gyermekévei szülőhelyének megragadó vidékén, a természet ölén teltek. Innen későbbi nagy természetszeretete. 1819-ben a soproni evangélikus főiskolába adták, ahol kitűnően tanult, de egy tanárával történt összeütközése miatt 1826-ban Győrbe költözött és ott végezte a bölcsészetet. 1828-ban Pestre ment, hogy az orvosi pályára készüljön. Nagy sikerrel haladt, de az 1831. évi kolerajárvány alkalmával ártatlanul gyanúba keveredett, hogy a Stáhly egyetemi orvostanár ellen intézett utcai tüntetést ő rendezte. Midőn az orvosi kar e miatt vizsgálatra jelentkezésekor mindig azt követelte tőle, hogy tisztázza magát, ártatlansága tudatában, büszke dacból vonakodott a magyarázkodástól és 1833-ban lemondott az orvosi pályáról. (Nem szegénysége volt ennek oka.)
Az Akadémia 1837-ben, a Kisfaludy Társaság 1841-ben tagjául választotta. Nagy része volt a Természettudományi Társulat megalakulásában, amelynek 1842-ben titkára lett.  1843-ban a szarvasi evangélikus gimnáziumba hívták meg tanárnak, s ez intézetet Ballagi Mórral együtt országos hírűvé emelte. Itt tartotta Erkölcsi beszédeit (kézirata az országos levéltárban), amelyeket kiadásra is összegyűjtött, de szabad szellemük miatt a cenzor feljelentette, mire a kormány Vajda Péter elmozdítását követelte. A vizsgálat lassan haladt, Vajda időközben váratlanul tüdőgyulladásban elhunyt.

## Írói munkássága
Az írói pályára lépett és egy évtizedig csak az irodalomnak élt. Első, még színtelenebb dolgozatai 1831-1833 jelentek meg a Tudományos Gyüjtemény mellékletében, a Koszorúban, Úzdi Gyula név alatt (Széchy Károly megállapítása szerint), már ekkor is a természet képletes költészetéhez hajolva. 1833-ban a Hasznos Mulatságok alszerkesztője volt. 1833 vége felé külföldi útra ment természettudományi tanulmányok végett, járt Németországban (Lipcsében). 1834 január elején a Garasos Tár című ismeretterjesztő képes hetilapot szerkesztette, volt Hollandiában és Angliában s 1833 őszén tért haza.
Ekkor teljes erejével az irodalomra adta magát s hírlapirással kereste kenyerét. Részt vett az Athenaeum szerkesztésében. 1838-ban újra átvette a Hasznos Mulatságokat s egyik legszorgalmasabb irója volt az Aurora, Hajnal, Emlény című zsebkönyveknek. Sokat írt, és sokfélét, ami csak zavarta írói egyéniségének kiforrását.
Írt társadalmi, bölcsészeti, nyelvészeti, történelmi és természettudományi dolgozatokat s ezek mellett költeményeket versben és prózában, anélkül, hogy a tudós és a költő tisztán elkülönült volna benne egymástól. Tudományos dolgozataiba is költői színt vegyít, és költői képzeletét is megkötik tudományos szemléletei. A legnevezetesebbek voltak költői munkái, melyekben a természet, az emberi méltóság és szabadság ihletik. Erős hatása volt rá a német filozófusoknak és romantikus költőknek. Verseket is irt, de leginkább elemében érezte magát bizonyos fél-költői nemben, költői érzéseket prózában fejezni ki. Ide tartoznak az ő prózai himnuszai, melyekben a természetet festi és dicsőíti s az emberiség természetadta jogát ünnepli. Rajongó lendülete és panteisztikus természetérzése, élénk és ragyogó szemlélete új hangot olvasztott a magyar költészetbe s kivált szépprózánkba, melyet ritmikailag is hangzatosabbá, kifejezésekben költőibbé törekedett alakítani, gyakran merész újításokkal is.

## Műfordítása
Az 1830-as évek elején eredetiből, elsőként fordította le Shakespeare Othelloját, aminek színházi szövege hitelességét 1842-ben Bajza József megbírálta.

## Álnevei
Bogárdy (a Bajza Aurórájában 1837) és Darázsy (két első társadalmi czikkénél, Pesti Divatlap 1844.).

## Munkái
- A tanácsadó orvos mint hű barát, oktatás az egészség megtartására, a betegségek gyógyítására egyszerű házi szerek által. Voigt György szerint Padavértei. Lipcse, 1834. (2. kiadás. Pest, 1835.)
- A legszebb leány. Tréfás elbeszélés. Pest, 1834.
- A szépítés mestersége. Útmutatás a kellemetességek megszerzésére s kifejtésére, a bőr, az arcz, kezek, nyak, mell sat., a hajak, bajusz, szemek, fogak sat. épen tartására, szépítésére s hibáknak elhárítására. Egy toldalékkal különbféle ékességszerek készítés módjárúl. Kassa, 1835.
- A férfiasság. Oktatás, mint kell a hímerőt vagyis férfiúi tehetséget kifejteni, gyakorolni s visszaszerezni. Uo. 1835.
- Magyar nyelvtudomány. Magában foglaló a szónyomozást, szókötést, helyesírást és hangmértéket. Uo. 1885.
- A tapasztalt méhészgazda. Oktatások a méhészet körül, az egész esztendőben előjövő minden foglalatosságokrúl. Útmutatásul azoknak, kik a mezei gazdaság ezen szintoly nevezetes mint hasznos ágában örömmel, okosan és szerencsével akarnak foglalatoskodni. Magyarország különbféle égaljához alkalmaztatta Uzdi Péter. Egy term tábla 14 ábrázolattal. Uo. 1835.
- Pesti levelek[1] 1. füzet: Szép szavak; 2. füzet: Őszinte beszédek. Uo. 1835., 1837.
- Természet história gyermekek számára. Írta Raff György Keresztély, ford. 14. színezett táblával egy egy czímképpel. Uo. 1835.
- Tárcsai Bende. Román. Pest, 1836. Három kötet. (Névtelenül).
- Joguz, vagy a honkeresők, színmű 5 felv. Uo. 1836.
- Növénytudomány. Magyar-latin füvésznyelv és rendszerisme. Orvosok, gyógyszerészek, kertészek s kiváltképen a füvészetet tanító nélkül tanulni akarók számára. 368 ábrával, 8 táblán. Uo. 1836.
- A nap szakaszai. Költeményes festések a természet után. Uo. 1837.
- Dalhon. Uo. 1839-43. Négy füzet.
- Vajda Péter Magyar nyelvtana. Buda, 1840. Két füzet. (Magyarul és németül. I. szónyomozás. II. szókötés).
- Magyar-német olvasótár V. P. nyelvtudományához. Uo. 1840-41. Két füzet. (Magyar és német czímmel és szöveggel. I. Szónyomozási gyakorlatok. II. Fordítási gyakorlatok).
- Nemzeti ábéczé. Olvasó és mulattató könyv, magyar szorgalmas fiúk és leányok számára. Nálunk eddig egészen új módszer szerint írta. Pest, év n.
- Az állatország, fölosztva alkotása szerint, alapul szolgálandó az állatok természetleírásához és bevezetésül az összehasonlító boncztanhoz. Írta Cuvier György, ford. I. kötet. Buda, 1841. (Az Akadémia által nyomtatás végett elfogadott II. kötete, kézikönyveivel együtt, kéziratban maradtak).
- Ismerettárcza a két nembeli ifjúság számára. Benne foglaltatik: különböző népek erkölcse s öltözete, a lovagság, a bécsi sz. István temploma, s a milanói dóm leírása. Írta Chimani Lipót. Magyarra tette. 24 színezett aczélmetszettel. Bécs, 1842.
- Éj és korány. Írta Bulwer, ford. Pest, 1843. Három kötet. (Külföldi regénytár XIII-XV).
- Scribe, Láncz. Vígj. 5 felv. ford. Uo. 1843. (Nagy Ignáczczal. Színműtár III. köt. 33. füzet. Előadták először 1842. márcz. 5. Pesten a Nemzeti Színházban).
- Robinson Crusoe története. Foë és Geiger szerint kivonatban adja. Négy színezett képpel. Uo. 1844. (2. kiadás. Uo. 1859).
- Buda halála. Szomorújáték 5 felv. Közrebocsátja Zsilinszky Mihály, bevezetéssel. Uo. 1867.
- Dalhon. Szemelvények. Kiadta és bevezetéssel ellátta. Nemes Béla. Gyoma, 1906. (V. életrajzával).

### Kéziratban színművei
Caligula, szomj. 5 felv. (Dumas); Hamlet, szomj. 5 felv. Shakespeare után (előadták Pesten 1843. ápr. 1.; Lear király, Shakespeare után ford. Egressy Gáborral (előadták Pesten 1857. jan. 1.).

## Emlékezete
Halála után a tanuló ifjúság kegyeletből fogadalmat tett, hogy egy esztendeig semminemű zajos mulatságban nem vesz részt. A gyász még mélyen élt az emberek szívében, amikor már megkezdődött a síremlék létesítésére az adakozás, amely a szabadságharc éveiben szünetelt. Majd az alkotmányos élet sarjadzásával 1860-1861 években, Tatay igazgató karolta fel a gyűjtést és a szép gránit síremlék elkészült és a mester a költő iránti tiszteletből a síremlék tetejébe tette a lantot is a következő szöveggel: „Vajda Péter emlékének emelte a honfi kegyelet”, további felirat: „Az igazság szava áthatóbb a mennydörgésnél és az igazságtalanság villámokat hord kebelében”.
- Rövid itt-tartózkodása során Petőfi Sándor is lerótta kegyeletét kedves barátja, Vajda Péter sírjánál (1846 február).
- Nevét utca őrzi Budapest VIII. kerületében, a Tisztviselőtelep határán.
- Vajda Péter Ének-zenei Általános és sportiskola. Budapest, VIII. kerület
- Szobra a szarvasi Vajda Péter Gimnázium és Szakközépiskola előtt áll.
- Vajda Péter Intézmény. Szarvas.
- SZÁMK Vajda Péter Művelődési Központ. Szarvas.